# Ashraf Pahlavi
A Princesa Ashraf Pahlavi (em persa: اشرف پهلوی Ashraf Pahlavi; Teerão, 26 de outubro de 1919 – Monte Carlo, 7 de janeiro de 2016) foi a irmã gêmea de Mohammad Reza Pahlavi, o último xá do Irã (Pérsia) e membro da Dinastia Pahlavi. Ela foi considerada como sendo o "poder por trás de seu irmão" e foi fundamental para o golpe de 1953 que o levou a assumir o trono. Ela serviu a seu irmão como uma conselheira do Palácio e foi uma forte defensora dos direitos das mulheres. Na sequência da Revolução Iraniana em 1979, passou a viver em exílio primeiro na França, depois em Nova York, Paris e Monte Carlo, mantendo-se sem rodeios sobre as questões políticas de seu país.
Ashraf foi casada três vezes, teve um filho, o príncipe Chahran, cinco netos e bisnetos.

## Títulos, estilos e honras

### Títulos
- 28 de outubro de 1923 - 12 de dezembro de 1925: Sua Alteza Sereníssima a princesa Ashraf Pahlavi
- 12 de dezembro de 1925 - 11 de fevereiro de 1979, Sua Alteza Imperial a princesa Ashraf do Irã
- 11 de fevereiro de 1979 - 7 de janeiro de 2016: Sua Alteza Imperial a princesa Ashraf Pahlavi

### Honras

#### Honras dinásticas nacionais
- Casa de Pahlavi: Cavaleiro da Grande Cordão da Ordem de Aryamehr
- Casa de Pahlavi: Dame Grande Cordão da Ordem das Plêiades, 1ª Classe
- Casa de Pahlavi: O ex-Grão-Mestre Cavaleiro da Grande Cordon Ordem do Leão Vermelho e o Sol

#### Distinções no exterior
- Família Imperial da Etiopia: Cavaleiro da Grande Cordon da Ordem da Rainha de Sabá
- Alemanha: Grã-Cruz da Ordem do Mérito da República Federal, 1ª Classe
- Holanda: Honorário Cavaleiro da Grande Cruz da Ordem da Casa de Orange
- União Soviética: Grande Oficial da Ordem da Bandeira Vermelha do Trabalho, 1ª Classe
- Reino Unido: Cavaleiro da Grande Cruz da Real Ordem Vitoriana
- Doutorado honorário da Universidade Brandeis (1969, Waltham, Massachusetts, EUA )Referências

1. ↑  «Iranian Princess Ashraf, shah's twin sister, dies at age 96». Yahoo News (em inglês). Consultado em 8 de janeiro de 2016
2. ↑  Murphy, Brian (8 de janeiro de 2016). «Ashraf Pahlavi, twin sister of Iran's late shah, dies at 96». The Washington Post (em inglês). ISSN 0190-8286. Consultado em 8 de janeiro de 2016
3. ↑  «Iranian Princess Ashraf, shah's twin sister, dies at age 96». Yahoo News. Consultado em 8 de janeiro de 2016
4. ↑  «Morreu a princesa Ashraf Pahlavi, irmã gémea do último xá do Irão»